# Federico Serra Mirás
Federico Serra Mirás (Buenos Aires, 3 ottobre 1979) è un rugbista a 15 e imprenditore argentino, estremo del San Isidro Club.

## Biografia
Serra Mirás entrò nel San Isidro Club a 15 anni e, dopo un breve periodo di militanza nella formazione Under-16, debuttò in prima squadra.
Rimasto dilettante, intraprese gli studi in giurisprudenza all'Università e avviò nel 1999 un'attività imprenditoriale, la Pizza Tercier Tempo, oggi divenuta un'impresa di catering con lo stesso nome, che il giocatore gestisce in società con suo fratello Agustín.
Con il San Isidro Club Serra Mirás ha vinto a tutto il 2011 sette titoli dell'Unión de Rugby de Buenos Aires (il più recente nel 2011) e due Nacional de Clubes (il più recente nel 2008), e dal 2006 è il capitano della squadra.
Esordì in Nazionale argentina nel 2003 in un incontro dell'edizione 2002 del Sudamericano di rugby, a Montevideo contro il Cile; in campo di nuovo nel Sudamericano 2006, fu convocato per la Coppa del Mondo di rugby 2007 in Francia, scendendo in campo solo in un incontro, a Marsiglia contro la Namibia.
Il suo test match più recente è del giugno 2008 contro la Scozia.

## Palmarès
- Campionati sudamericani: 2
Argentina: 2003, 2006
- Campionati URBA: 7
San Isidro Club: 1997, 1999, 2002, 2003, 2004, 2010, 2011
- Nacional de Clubes: 2
San Isidro Club: 2006, 2008